# Lijst van rijksmonumenten in Oud-Valkenburg
De plaats Oud-Valkenburg telt 21 inschrijvingen in het rijksmonumentenregister. Hieronder een overzicht.
| Object | Oorspronkelijke functie?  | Bouwjaar                                                               | Architect | Locatie                               | Coördinaten?                  | Nr.?   | Afbeelding        |
| --- | ------------------------- | ---------------------------------------------------------------------- | --------- | ------------------------------------- | ----------------------------- | ------ | ----------------- |
| Schaloensmolen | Industrie- en poldermolen | 1661 / 1699 / 1924                                                     |           | Oud-Valkenburg 1                      | 50° 51' 21" NB, 5° 51' 3" OL  | 509937 | Meer afbeeldingen |
| Voormalige brouwerij en branderij, van mergel, gelegen aan een gesloten binnenplaats                                    | Industrie                 | 18e eeuw                                                               |           | Oud-Valkenburg 13                     | 50° 51' 18" NB, 5° 51' 13" OL | 36813  | Meer afbeeldingen |
| Voormalige brouwerij en branderij, van mergel, gelegen aan een gesloten binnenplaats                                    | Industrie                 | 18e eeuw                                                               |           | Oud-Valkenburg 15                     | 50° 51' 19" NB, 5° 51' 14" OL | 36814  | Meer afbeeldingen |
| Johannes de Doperkerk                                                                                                   | Kerk en kerkonderdeel     | 11e eeuw                                                               |           | Oud Valkenburg 29                     | 50° 51' 18" NB, 5° 51' 16" OL | 36816  | Meer afbeeldingen |
| Hoeve van mergel om thans open binnenplaats; schuur; linkervleugel; bakhuis; neogotische poort                          | Boerderij                 | 1775 (schuur), 1872 (linkervleugel)                                    |           | Oud-Valkenburg 2                      | 50° 51' 17" NB, 5° 51' 9" OL  | 36817  | Meer afbeeldingen |
| De Kluis: rechthoekig kapelletje en naastgelegen woning                                                                 | Kapel                     | 1690                                                                   |           | Schaesberg 2                          | 50° 51' 38" NB, 5° 51' 20" OL | 36829  | Meer afbeeldingen |
| Terrein waarin sporen van winning en bewerking van vuursteen                                                            | Archeologisch monument    | Neolithicum                                                            |           | op de Schaelsberg, bij de Steenstraat | 50° 51' 39" NB, 5° 51' 3" OL  | 47160  | Meer afbeeldingen |
| Betonviaduct nabij Molenweg                                                                                             | Brug                      | 1914                                                                   |           | in de Molenweg (bij)                  | 50° 51' 36" NB, 5° 50' 56" OL | 507276 | Meer afbeeldingen |
| Kasteel Schaloen | Kasteel, buitenplaats     | 16e eeuw en later                                                      |           | Oud-Valkenburg 5                      | 50° 51' 25" NB, 5° 51' 3" OL  | 509934 | Meer afbeeldingen |
| Kasteel Schaloen: parkaanleg                                                                                            | Tuin, park en plantsoen   | 18e eeuw of ouder                                                      |           | Oud-Valkenburg bij 5                  | 50° 51' 26" NB, 5° 51' 0" OL  | 509936 | Meer afbeeldingen |
| Kasteel Schaloen: bijgebouwen waaronder poortgebouw                                                                     | Bijgebouwen kastelen enz. | 17e-18e eeuw                                                           |           | Oud-Valkenburg 5                      | 50° 51' 26" NB, 5° 51' 0" OL  | 509937 | Meer afbeeldingen |
| Kasteel Schaloen: bruggen en keermuren                                                                                  | Tuin, park en plantsoen   | 1690-1710                                                              |           | Oud-Valkenburg 5                      | 50° 51' 26" NB, 5° 51' 0" OL  | 509938 | Meer afbeeldingen |
| Kasteel Schaloen: vier hekken                                                                                           | Tuin, park en plantsoen   | laatste kwart 18e eeuw (drie hekken) derde kwart 19e eeuw (vierde hek) |           | Oud-Valkenburg 5                      | 50° 51' 26" NB, 5° 51' 0" OL  | 509940 | Meer afbeeldingen |
| Kasteel Schaloen: duiker                                                                                                | Tuin, park en plantsoen   | ca. 1875                                                               |           | Oud-Valkenburg bij 5                  | 50° 51' 28" NB, 5° 51' 8" OL  | 527872 | Meer afbeeldingen |
| Kasteel Genhoes | Kasteel, buitenplaats     | 1600-1700                                                              |           | Oud-Valkenburg 17                     | 50° 51' 18" NB, 5° 51' 15" OL | 514716 | Meer afbeeldingen |
| Kasteel Genhoes: parkaanleg                                                                                             | Tuin, park en plantsoen   | 1700-1800                                                              |           | Oud-Valkenburg 17                     | 50° 51' 18" NB, 5° 51' 15" OL | 514718 | Meer afbeeldingen |
| Kasteel Genhoes: ten noorden van het kasteel; serie van geschakelde bouwdelen op U-vormige plattegrond rond verhard erf | Boerderij                 | 1700-1800                                                              |           | Oud-Valkenburg 17                     | 50° 51' 18" NB, 5° 51' 15" OL | 514719 | Meer afbeeldingen |
| Kasteel Genhoes: brug met 6 bogen                                                                                       | Tuin, park en plantsoen   | 1600                                                                   |           | Oud-Valkenburg 17                     | 50° 51' 18" NB, 5° 51' 15" OL | 514720 | Meer afbeeldingen |
| Kasteel Genhoes: inrijpoort en hek                                                                                      | Erfscheiding              | 1750-1800                                                              |           | Oud-Valkenburg 17                     | 50° 51' 18" NB, 5° 51' 15" OL | 514721 | Meer afbeeldingen |
| Kasteel Genhoes: muren en kassen                                                                                        | Tuin, park en plantsoen   | 1700-1800                                                              |           | Oud-Valkenburg 17                     | 50° 51' 18" NB, 5° 51' 15" OL | 514722 | Upload foto       |
| Kasteel Genhoes: tuinsieraden waaronder grachtpaviljoen en ijskelder                                                    | Tuin, park en plantsoen   | 1700-1800                                                              |           | Oud-Valkenburg 17                     | 50° 51' 18" NB, 5° 51' 15" OL | 514723 | Upload foto       |